# Shepherdswell with Coldred
Shepherdswell with Coldred – civil parish w Anglii, w Kent, w dystrykcie Dover. W 2011 civil parish liczyła 1849 mieszkańców.